# Jairo Hooi
Jairo Hooi (* 13. März 1978 in Winterswijk) ist ein ehemaliger niederländischer Volleyballspieler und heutiger -trainer.

## Karriere

### Spieler
Hooi kam durch seinen Vater zum Volleyball. Hennie Hooi, der aus Curaçao stammt, spielte unter anderem für Longa Lichtenvoorde. Jairo war in den Niederlanden in Doetinchem, bei Dynamo Apeldoorn, Landstede Zwolle und Ortec Rotterdam Nesselande aktiv. Dabei gewann er dreimal die nationale Meisterschaft und viermal den Pokal. 2007 ging der Nationalspieler in die Türkei zu Halkbank Ankara. Weil der Verein zu viele Ausländer im Kader hatte, kehrte Hooi bereits nach einem Jahr nach Apeldoorn zurück. 2010 wechselte er zum deutschen Bundesligisten Moerser SC. Von 2011 bis 2014 spielte der Mittelblocker beim Ligakonkurrenten Chemie Volley Mitteldeutschland. In der Saison 2014/15 war Hooi in Griechenland bei Panathinaikos Athen aktiv.

### Trainer
Nach seiner aktiven Zeit wurde Hooi Nachwuchstrainer in den Niederlanden. Ende Oktober 2016 wurde er, als Nachfolger von Michal Masek, Co-Trainer der von Alexander Waibl trainierten Bundesliga-Frauenmannschaft des Dresdner SC. Er erhielt einen Einjahresvertrag beim deutschen Meister und Pokalsieger. In der Saison 2016/17 spielten die Dresdnerinnen eine nur durchwachsene Saison, an deren Ende diverse Personalveränderungen standen. Nach Aussagen von Trainer Alexander Waibl gab es unterschiedliche Ansichten von ihm und Hooi in verschiedenen Bereichen.  Aus diesen Gründen gab der Verein Ende Mai 2017 bekannt, dass der zum Saisonende auslaufende Vertrag nicht verlängert wird. Sein Nachfolger beim Dresdner Bundesligaverein wurde der Italiener Andrea Ebana zu Beginn der Saison 2017/18.